# 齿颏锯鳞鱼
齿颏锯鳞鱼（学名：Myripristis hexagonus），又名六角鋸鱗魚，为輻鰭魚綱金眼鯛目鳂科锯鳞鱼属的鱼类。分布于自琉球群岛的冲绳岛到昆士兰、自菲律宾到东非莫三鼻给海峡以及西沙群岛及南沙群岛等，属于西太平洋及印度洋珊瑚礁区中下层肉食性海鱼，以浮游動物為食，棲息深度可達30公尺，體長可達40公分，可做為食用魚。